# Xã Newark, Quận Wilson, Kansas
Xã Newark (tiếng Anh: Newark Township) là một xã thuộc quận Wilson, tiểu bang Kansas, Hoa Kỳ. Năm 2010, dân số của xã này là 271 người.